# Realicó (kommunhuvudort i Argentina)
Realicó är en kommunhuvudort i Argentina.   Den ligger i provinsen La Pampa, i den centrala delen av landet, 500 km väster om huvudstaden Buenos Aires. Realicó ligger 167 meter över havet och antalet invånare är 7 151.
Terrängen runt Realicó är mycket platt, och sluttar österut. Runt Realicó är det mycket glesbefolkat, med 6 invånare per kvadratkilometer.. Realicó är det största samhället i trakten.
Trakten runt Realicó består till största delen av jordbruksmark.